# Michiel Patijn
Michiel Patijn ('s-Gravenhage, 19 augustus 1942) is een Nederlands voormalig politicus. Hij, lid van de familie Patijn, is een zoon van het Kamerlid Conny Patijn en broer van Schelto Patijn en Jack Patijn.
Patijn was in het eerste kabinet-Kok staatssecretaris van Europese Zaken en daarna drie jaar Tweede Kamerlid voor de VVD. Eerder was hij (tot 1978) lid van de PvdA. Van 2001 tot 2005 was hij ambassadeur bij de NAVO in Brussel.
In november 1997 overleefde Patijn samen met staatssecretaris Schmitz een motie van afkeuring van de oppositie naar aanleiding van het onjuist en onvolledig informeren van de Kamer over de monitoring van teruggezonden Iraanse vluchtelingen. Hij was ervan op de hoogte dat die monitoring in december 1996 was stopgezet, maar had dat niet in de openbaarheid gebracht en het slechts in bedekte termen aan ambtenaren van Justitie gemeld.

## Curriculum vitae
- 1967-1968: medewerker directie-secretariaat Koninklijke Nederlandse Hoogovens en Staalfabrieken te IJmuiden
- 1968-1974: ambtenaar Bureau Beleidsvoorbereiding Ontwikkelingssamenwerking, Ministerie van Buitenlandse Zaken
- 1974: plaatsvervangend hoofd Bureau Beleidsvoorbereiding Ontwikkelingssamenwerking, Ministerie van Buitenlandse Zaken
- 1974-1978: eerste handelssecretaris Nederlandse ambassade te Washington
- 1978-1985: plaatsvervangend chef directie Economische Samenwerking met Ontwikkelingslanden, Ministerie van Economische Zaken
- 1981:1985: plaatsvervangend directeur Directie Bilaterale Zaken, Ministerie van Economische Zaken
- 1985-1988: directeur Directie Bilaterale Zaken, ministerie van Economische Zaken
- 1 juli 1988 tot 1 december 1989: directeur Europese zaken, Ministerie van Economische Zaken
- 1 december 1989-22 augustus-1994: Secretaris-generaal Ministerie van Defensie
- 22 augustus 1994-3 augustus 1998: staatssecretaris van Buitenlandse Zaken (belast met Europese samenwerking)
- 19 mei 1998-1 april 2001: lid Tweede Kamer der Staten-Generaal
- 1 april 2001-1 mei 2005: permanent vertegenwoordiger bij de NAVO

- International Standard Name Identifier: 0000 0003 8822 1862
- Nederlandse Thesaurus van Auteursnamen: 140627685
- Parlement.com: vg09llijrise
- Virtual International Authority File: 281357371
- WorldCat: E39PBJghjxyhg4qtBTCvGkBXVC